# منجم البعيثة
منجم البعيثة أحد مناجم شركة التعدين العربية السعودية. يقع المنجم في البعيثة قرب قرية قبة في الشمال الشرقي من المملكة العربية السعودية، وعلى بعد حوالي 600 كم إلى الشمال الغربي من رأس الخير. يتكون موقع البعيثة من منجم لخام البوكسايت ومرافق لتكسير ومناولة الخام.\ة

## الوصف
يقوم المنجم بإنتاج 4 ملايين طن متري من خام البوكسايت ثم ينقل بواسطة القطار إلى مجمع معادن للألمنيوم في مدينة رأس الخير للصناعات التعدينية لتبدأ المرحلة التالية لصقل البوكسايت في أول مصفاة في منطقة الخليج العربي لإنتاج 1.8 مليون طن سنويا من الألومينا لينتقل إلى المصهر عبر خطوط تربط المصهر بالمصفاة لإنتاج 740.000 طن سنويا من الألمنيوم، ومن ثم يستقبل مصنع الدرفلة نحو 380.000 طن لإنتاج صفائح الألمنيوم وهياكل السيارات وعلب المشروبات، فيما يتم تصدير 360.000 طن إلى الأسواق المحلية والدولية على شكل سبائك وقضبان. يحتوي المنجم على محطة للطحن تعمل على مستويين وقد بدأت عملياتها في شهر مايو 2014م، وأنتجت أول حمولة من البوكسايت لمصفاة الشركة في رأس الخير.
في عام 2009 أصدرت وزارة البترول والثروة المعدنية آنذاك قراراً بتغيير مسمى منجم الزبيرة إلى منجم البعيثة، وضمه إدارياً لمنطقة القصيم، بعد أن كان يتبع منطقة حائل في السابق، ويبعد المنجم ثمانية كيلومترات عن قرية الزبيرة التابعة لمنطقة حائل، بينما يبعد عن قرية البعيثة ثلاثين كيلومتراً.